# Parasaurolophus
Parasaurolophus és un gènere extint de dinosaures ornitòpodes de la família dels hadrosàurids que visqueren a l'oest de Nord-amèrica i, possiblement, l'Àsia oriental durant el Cretaci superior, fa entre 73 i 76,5 milions d'anys.
Aquest ornitisqui presentava un cresta òssia buida, estreta i molt allargada. Podia arribar a fer una llargada de 10 metres. Gràcies a les robustes extremitats posteriors, de tres dits, podia aixecar-se i adoptar una forma erecta. Les extremitats anteriors, més curtes que les posteriors, podien suportar el pes d'aquest dinosaure quan caminava de forma quadrúpeda. No tots els paleontòlegs estan d'acord a afirmar que les extremitats de Parasaurolophus acabaven en peülles. Molts investigadors atribueixen la forma de peülla de les extremitats anteriors als processos de fossilització que hauria limitat la forma originària de les ungles.

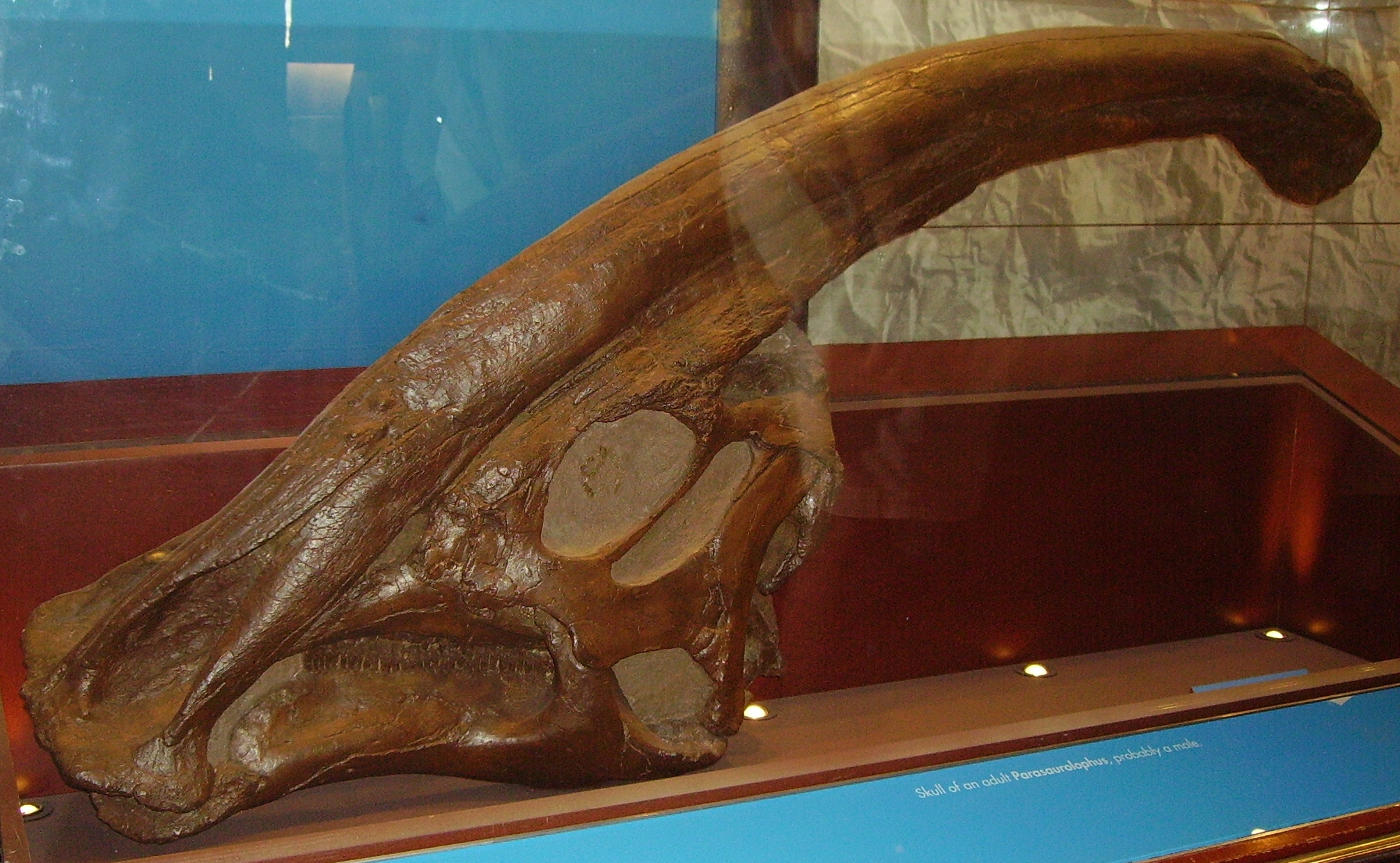
Crani de Parasaurolophus walkeri Museu d'Història Natural, Londres.

La cresta de Parasaurolophus podia arribar a mesurar 1,80 metres. Al seu interior s'hi trobaven llargs canals olfactius. També podia servir com a caixa de ressonància per a emetre senyals sonors.
La troballa del contingut fòssil d'alguns estómacs d'aquest dinosaure ha permès confirmar que la seva dieta es basava en llavors de coníferes, fulles i branquetes d'arbusts, que l'animal arrencava i triturava gràcies a centenars de petites dents.
Fou descobert a l'Estat d'Alberta (Canadà) i descrit l'any 1922 pel paleontòleg canadenc William Arthur Parks.